# Castelo do Rio

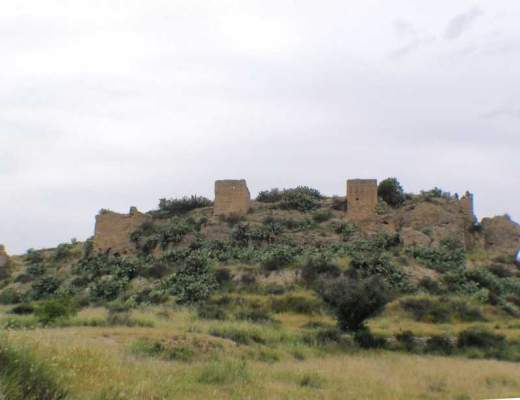
As ruínas do Castelo do Rio

O Castelo do Rio localiza-se no termo do município de Aspe, na província de Alicante, na comunidade autónoma da Comunidade Valenciana, na Espanha.
Ergue-se sobre um monte a cerca de 4 quilómetros da povoação, em posição dominante sobre a confluência do rio Tarafa com o rio Vinalopó. Do alto de seus muros pode se avistar o Castelo da Mola, em Novelda, e o Castelo de Monforte del Cid.

## História
Remonta a uma fortificação muçulmana erguida pelos Almorávidas no primeiro terço do século XII, constituindo-se o primeiro assentamento de Aspe.
Actualmente em ruínas, podem ser observados os restos das muralhas e das bases das suas cinco torres de planta quadrada. A base dos seus muros é de alvenaria de pedra e, a partir de 1,5 metros de altura, de taipa, com cantos arredondados.